# Stångströmmen
Stångströmmen är ett sund i Finland. Det ligger i Raseborg i landskapet Nyland, i den södra delen av landet, 90 km väster om huvudstaden Helsingfors.
Stångströmmen ligger mellan Skärlandet i norr och Ängholmen, Raseborg i söder.